# Seznam dirkačev v motociklizmu (Z)
- Lorenzo Zanetti
- Vincenzo Zanzi
- Luigi Zinzani